# Ida d'Austria
Ida d'Austria, talvolta indicata come Itha (... – Ereğli, settembre 1101), è stata una margravia d'Austria, moglie di Leopoldo II, particolarmente nota per aver preso parte alle crociate del 1101.

## Biografia
Le notizie sulla famiglia d'origine di Ida sono piuttosto incerte. Nella sua opera del 1463 Cronica Austria, il teologo Thomas Ebendorfer la indica come figlia dell'imperatore dei Romani Enrico III di Franconia, detto Il Nero, e lo stesso fa il genealogista Ladislaus Sunthaym nel suo albero genealogico dei Babenberg redatto tra il 1489 e il 1492 per l'abbazia di Klosterneuburg. Tuttavia, sembra che Ebendorfer abbia basato la propria ipotesi su un racconto leggendario contenuto nell'Österreichische Chronik von den 95 Herrschaften, una cronaca austriaca della fine del XIV secolo composta da leggende volte a creare un'ascendenza dei duchi d'Austria nei sovrani biblici del regno d'Israele, in cui si parla in particolare del viaggio nuziale del margravio Leopoldo II alla corte dell'imperatore Enrico III e in cui Ida viene descritta come una donna di insolita bellezza. Secondo alcuni storici, la paternità di Enrico III è messa in dubbio dal fatto che, se così fosse, allora il figlio di Ida, Leopoldo III, sarebbe stato cugino di primo grado della seconda moglie Agnese di Waiblingen, figlia dell'imperatore Enrico IV di Franconia, fratello di Ida, avendo contratto un matrimonio non consentito dal diritto canonico.
Secondo un'altra ricostruzione del XVIII secolo basata su un documento emesso a Schäftlarn intorno al 1060/70 e relativo alla conversione del castello di Suben in monastero collegiale da parte di Tuta di Formbach, moglie del re ungherese Béla I, Ida apparterebbe ai conti di Formbach. Nel documento vengono infatti citati come cofondatori del monastero i tre figli del conte Timo II di Formbach: Egberto, Enrico e Ita (Domina Ita), e fu proprio con quest'ultima che, dopo la pubblicazione del documento nel 1765, alcuni storici identificarono Ida d'Austria. Tuttavia, lo storico e genealogista Wilhelm Wegener contraddisse in seguito questa assegnazione affermando che, poiché Timo II morì nel 1040, se Ida d'Austria fosse stata veramente sua figlia, allora sarebbe stata troppo vecchia per sposare, nel 1065, il quindicenne Leopoldo II. Secondo Wegener, Ida apparteneva invece alla famiglia Diepoldingi-Rapotoni e, in particolare, sarebbe nata attorno al 1055 da Rapotone IV, conte di Cham, e dalla moglie Matilde, appartenente alla famiglia dei Sigeardingi, desumendo ciò dal fatto che, poiché Leopoldo II era stato a capo dei testimoni alla consacrazione della chiesa del monastero romanico di Michaelbeuern, allora probabilmente sua moglie aveva stretti legami familiari con i fondatori dell'edificio, ossia proprio i Sigeardingi. Tale tesi trova comunque diversi pareri contrari, come quello dello storico austriaco Karl Lechner, il quale, nella sua opera sulla storia dei Babenberg pubblicata postuma nel 1976, sottolinea il fatto che Ida dovesse essere membro di una famiglia fedele al papa, come i conti di Formbach, come dimostrato dalle sue prese di posizione nel corso della lotta per le investiture, mentre i Diepoldingi-Rapotoni erano sostenitori di Enrico IV, tant'è che proprio Rapotone IV morì nel corso della battaglia di Hohenmölsen, avvenuta il 14 ottobre 1080, combattendo per l'imperatore.

### Matrimonio con Haderich di Schwarzenburg
Secondo alcuni storici come il già citato Karl Lechner, prima di sposare Leopoldo II, Ida sarebbe stata sposata con il nobile Haderich di Schwarzenburg, membro della stirpe degli Schwarzenburg, originaria dall'Alto Palatinato, ma padrone di diversi possedimenti nella cittadina di Hadres, in Bassa Austria, come risulta da alcuni documenti del 1055. Tale ipotesi sarebbe provata dal fatto che, in diversi documenti, un tale Haderich - ritenuto dagli storici figlio della sopraccitata coppia - viene indicato come strettamente imparentato con il figlio di Ida, Leopoldo III. Nel documento di fondazione dell'abbazia di Göttweig risalente al 1083, ad esempio, il giovane Haderich viene indicato come margravio assieme a Leopoldo III, ancora, il giovane Haderich e i suoi figli Enrico e Rapotone furono indicato come testimoni ufficiali delle donazioni di Leopoldo III in due diverse occasioni solo nel 1113 e, infine, Leopoldo III appare nell'atto di fondazione del monastero di Klein-Mariazell, fondato da Enrico e Rapotone nel 1136, come cofondatore dell'edificio ed erede di questi ultimi, rimasti senza figli, mentre nelle cronache del monastero è indicato come patruus fundatorum nostrorum, ossia "zio dei nostri fondatori".
Secondo Lechner, Ida avrebbe dunque sposato Haderich dando alla luce un figlio chiamato come il marito e, una volta rimasta vedova, nel 1065 sarebbe convolata a nozze con Leopoldo II portando con sé il giovane Haderich, che sarebbe divenuto membro a pieno titolo della famiglia del margravio come testimoniato dal già citato documento del 1083.

### Margravia d'Austria
In quanto moglie di Leopoldo II e margravia, Ida condivise l'opposizione del marito a Enrico IV nella lotta per le investiture, mantenendo tale posizione anche dopo la morte del marito, avvenuta nel 1095, come dimostrato dai rapporti che essa mantenne con due importanti rappresentanti del partito pontificio in Germania, il duca di Baviera Guelfo d'Este e l'arcivescovo di Salisburgo Timo.
Il Chronicon pii marchionis, una biografia del margravio Leopoldo III, riporta di quattro figli nati dal matrimonio: 
- Elisabetta († 1107/11), andata in sposta al margravio Ottocaro II di Stiria;
- Ida, andata in sposa a Luitpoldo di Znojmo, duca di Znojmo e figlio del duca Corrado I di Boemia;
- Gerberga († 13 luglio 1142), andata in sposta al duca Bořivoj II di Boemia;
- Leopoldo III († 15 novembre 1136), margravio d'Austria.

Secondo uno dei racconti del già citato Österreichische Chronik von den 95 Herrschaften, Ida sarebbe stata stuprata dal cognato Adalberto, fratello minore di Leopoldo II, ed avrebbe quindi partorito un figlio. Tuttavia, lo stile fiabesco in cui è narrata la vicenda e il fatto che non sia menzionata da alcuna cronaca contemporanea, fanno sì che essa sia considerata alla stregua di una leggenda.
La famiglia visse nelle residenze dei Babenberg a Gars am Kamp, a Tulln an der Donau e, almeno nei primi anni, a Melk, dove la coppia di margravi fondò nel 1089 un monastero benedettino donando ai monaci benedettini dell'abbazia di Lambach uno dei suoi castelli. Secondo alcuni, proprio il fatto che i monaci provenissero da Lambach rende evidente che I'iniziativa di fondare il monastero sia stata di Ida, dato che i fondatori della suddetta abbazia, ossia i conti di Wels-Lambach, erano legati sia ai Formbach che ai Rapotoni, ed erano quindi vicini ai parenti della margravia secondo entrambi i contesti familiari considerati.

### La crociata del 1101
Nel 1101, a sei anni dalla morte del marito, Ida decise di prendere parte alla terza spedizione della cosiddetta crociata del 1101 unendosi ai già menzionanti Timo, arcivescovo di Salisburgo, e Guelfo d'Este, duca di Baviera, nonché al duca Guglielmo IX d'Aquitania. Secondo il medievalista britannico Steven Runciman, la margravia prese tale decisione perché desiderosa di provare la "pia eccitazione della crociata", ma ciò non esclude che la sua partecipazione abbia avuto altre ragioni più concrete. Secondo quanto riporta la Zimmerische Chronik, una cronaca famigliare del XVI secolo, ad esempio, tra i partecipanti alla prima crociata, sull'onda del cui successo furono organizzate le spedizioni facenti parte della crociata del 1101, era già stato presente anche il conte Heinrich di Schwarzenburg, che potrebbe essere stato un altro figlio del presunto matrimonio di Ida con Haderich.
All'inizio di settembre, poco dopo essere usciti dall'abbandonata città di Eraclea Cibistra, l'odierna Ereğli, in Asia Minore, i crociati, stremati dalla sete, si precipitarono disordinatamente verso un fiume dove furono però sorpresi dalle milizie selgiuchide che, nascoste tra i cespugli, li avevano attesi per circondarli e farne mattanza. Nel disordine venutosi a creare, la cavalleria e la fanteria si accalcarono così maldestramente da causare la morte di diverse persone che finirono schiacciate sotto la folla e, mentre è noto che l'arcivescovo Timo fu fatto prigioniero e in seguito ucciso e che sia Guelfo che Guglielmo riuscirono a fuggire, la sorte di Ida resta del tutto ignota. 
Secondo quanto riporta nella sua cronaca dell'anno 1101 l'abate benedettino tedesco Eccheardo d'Aura, anche lui partecipante alla crociata del 1101 ma non alla spedizione di Ida, alcuni testimoni della battaglia di Eraclea da lui incontrati alcune settimane più tardi a Giaffa raccontarono che la margravia era stata uccisa durante gli scontri.
Stando a quanto scritto da Alberto di Aquisgrana nella sua Historia Hierosolymitanae Expeditionis, redatta tra il 1125 e il 1150, invece, alcuni testimoni riferirono che Ida era stata fatta prigioniera e mantenuta in un aeterno exilio nel regno del Khorasan assieme a un migliaio di altre donne che avevano accompagnato l'esercito crociato.

L'anonimo autore della Historia Welforum, una cronaca dei Welfen scritta intorno al 1170 , racconta infine, nel capitolo 13 della sua opera, che Ida sarebbe stata rapita da un principe saraceno che con lei generò "quel malvagio Sanguin", ossia il noto generale selgiuchide Zengi.

Considerate le varie discordanze cronologiche che screditano in particolar modo l'ultima fonte, gli storici moderni sono piuttosto concordi nel considerare che la donna, ormai anziana e trasportata su una lettiga, fu probabilmente calpestata a morte nel panico della ritirata crociata.